# Albertine Zullo
Albertine Zullo, nata Albertine Gros, conosciuta più semplicemente come Albertine (Dardagny, 1º dicembre 1967), è un'illustratrice svizzera, specializzata nell'illustrazione di libri per bambini, molti dei quali sono stati tradotti in diverse lingue.
Dal 1996 ha insegnato serigrafia all'Università di Arte e Design di Ginevra.

## Biografia
Nata nel 1967 a Dardagny nel cantone svizzero di Ginevra, Albertine ha frequentato la Scuola di arti decorative e la Scuola superiore di arti visive, diplomandosi nel 1990. Ha immediatamente aperto uno studio di serigrafia. Dal 1991, ha prodotto illustrazioni per diverse riviste, comprese Le Nouveau Quotidien, L'Hebdo e Le Temps.
Nel 1993, ha incontrato lo scrittore Germano Zullo. Dopo il loro matrimonio nel 1996, hanno collaborato da vicino, pubblicando vari libri e ricevendo numerosi premi. Tra questi, il Golden Apple alla Biennale dell'illustrazione di Bratislava nel 1999, il premio svizzero Gioventù e Media nel 2009, il New York Times Best Illustrated Children’s Book award nel 2012 e il Fiction Bologna Ragazzi award nel 2016. Albertine ha anche esposto i suoi lavori a Ginevra, Losanna, Parigi, Roma e Tokyo.
Nel 2020 le è stato conferito il Premio Hans Christian Andersen alla carriera nella sezione "illustratori".

## Opere
- Marta et la bicyclette, con Germano Zullo, La Joie de Lire, 1999 - vincitore del premio Bratislava Mela D'oro nel 1999
- À l’étranger, con Jürg Schubiger, La Joie de Lire, 2001
- Le Génie de la boîte de raviolis, con Germano Zullo, La Joie de Lire, 2002
- La Rumeur de Venise, con Germano Zullo, La Joie de Lire, 2008 - Premio svizzero Jeunesse et Médias, 2009.
- Le Retour de Marta, con Germano Zullo, La Joie de Lire, 2008
- Paquita, con Germano Zullo, Éditions OSL, 2008
- Le Grand Couturier Raphaël, con Germano Zullo, La Joie de Lire, 2009
- Le Chat botté, racconto di Charles Perrault, La Joie de Lire, 2009
- Les gratte-ciel, con Germano Zullo, La Joie de Lire, 2011
- Les Oiseaux, con Germano Zullo, La Joie de Lire, 2010 (edizione italiana Gli uccelli, TopiPittori, 2011) - Prix Sorcières 2011 - Premio del New York Times "Best Illustrated Children’s book" 2012.
- Ligne 135, con Germano Zullo, La Joie de Lire, 2012
- Dada, con Germano Zullo, La Joie de Lire, 2013
- Mon tout petit, con Germano Zullo, La Joie de Lire, 2015 (edizione italiana Il mio piccolino, Bompiani, 2018) - vincitore Fiction Bologna Ragazzi award 2016